# Lü Yi
Lü Yi (chinesisch 吕轶, Pinyin Lǚ Yì, * 30. April 1985 in Peking) ist ein chinesischer Badmintonspieler.

## Karriere
Lü Yi gewann im Jahr 2007 die Bitburger Open, die Russian Open und die Austrian International. Beim China Masters 2007 und der Swiss Open Super Series 2009 stand er im Achtelfinale. Bei den German Open 2007 schaffte er es bis ins Viertelfinale.

## Sportliche Erfolge
| Saison | Veranstaltung          | Disziplin    | Platz | Name  |
| ------ | ---------------------- | ------------ | ----- | ----- |
| 2007   | Russian Open           | Herreneinzel | 1     | Lü Yi |
| 2007   | Bitburger Open         | Herreneinzel | 1     | Lü Yi |
| 2007   | Austrian International | Herreneinzel | 1     | Lü Yi |